# Sad!
Sad! è un singolo del rapper statunitense XXXTentacion, pubblicato il 2 marzo 2018 come primo estratto dal secondo album in studio ?.

## Video musicale
Il 29 giugno 2018, una settimana dopo la morte dell'artista, nel suo canale YouTube è stato pubblicato il video ufficiale della canzone, che ha suscitato l'interesse del pubblico arrivando primo in tendenze globali. Il video è un cortometraggio, nel quale si vede Onfroy camminare all'interno di una chiesa nel pieno di un funerale, il quale si rivela poi essere dello stesso XXX (è in realtà una casualità dato che il cortometraggio fu girato prima dell'assassinio dell'artista). Avvicinandosi al proprio cadavere, rappresentazione del vecchio Onfroy, questo si risveglia e attacca l'attuale se stesso. L'intero video non è altro che un messaggio da parte di XXXTentacion al suo pubblico, il quale prova a combattere il suo passato dimostrando di essere cambiato.

## Formazione
- Jahseh Onfroy – voce, testo e musica
- John Cunningham – testo e musica, produzione
- Koen Heldens – missaggio
- Kevin Peterson – mastering
- Dave Kutch – mastering

## Classifiche

### Classifiche settimanali
| Classifica (2018-19) | Posizione massima |
| -------------------- | ----------------- |
| Australia            | 4                 |
| Austria              | 5                 |
| Belgio (Fiandre)     | 15                |
| Belgio (Vallonia)    | 20                |
| Canada               | 2                 |
| Danimarca            | 2                 |
| Estonia              | 4                 |
| Finlandia            | 12                |
| Francia              | 8                 |
| Germania             | 12                |
| Grecia               | 1                 |
| Irlanda              | 8                 |
| Italia               | 17                |
| Islanda              | 19                |
| Lettonia             | 1                 |
| Lituania             | 30                |
| Malaysia             | 14                |
| Norvegia             | 6                 |
| Nuova Zelanda        | 3                 |
| Paesi Bassi          | 3                 |
| Portogallo           | 1                 |
| Regno Unito          | 5                 |
| Repubblica Ceca      | 1                 |
| Singapore            | 19                |
| Slovacchia           | 1                 |
| Spagna               | 45                |
| Stati Uniti          | 1                 |
| Svezia               | 3                 |
| Svizzera             | 4                 |
| Ungheria             | 2                 |

### Classifiche di fine anno
| Classifica (2018) | Posizione |
| ----------------- | --------- |
| Australia         | 21        |
| Austria           | 54        |
| Belgio (Fiandre)  | 73        |
| Belgio (Vallonia) | 93        |
| Canada            | 15        |
| Danimarca         | 11        |
| Estonia           | 8         |
| Francia           | 27        |
| Germania          | 72        |
| Irlanda           | 39        |
| Italia            | 64        |
| Norvegia          | 15        |
| Nuova Zelanda     | 11        |
| Paesi Bassi       | 36        |
| Regno Unito       | 46        |
| Stati Uniti       | 17        |
| Svezia            | 12        |
| Svizzera          | 30        |
| Ungheria          | 32        |
| Classifica (2019) | Posizione |
| Lettonia          | 87        |
| Portogallo        | 120       |